# Margo St. James

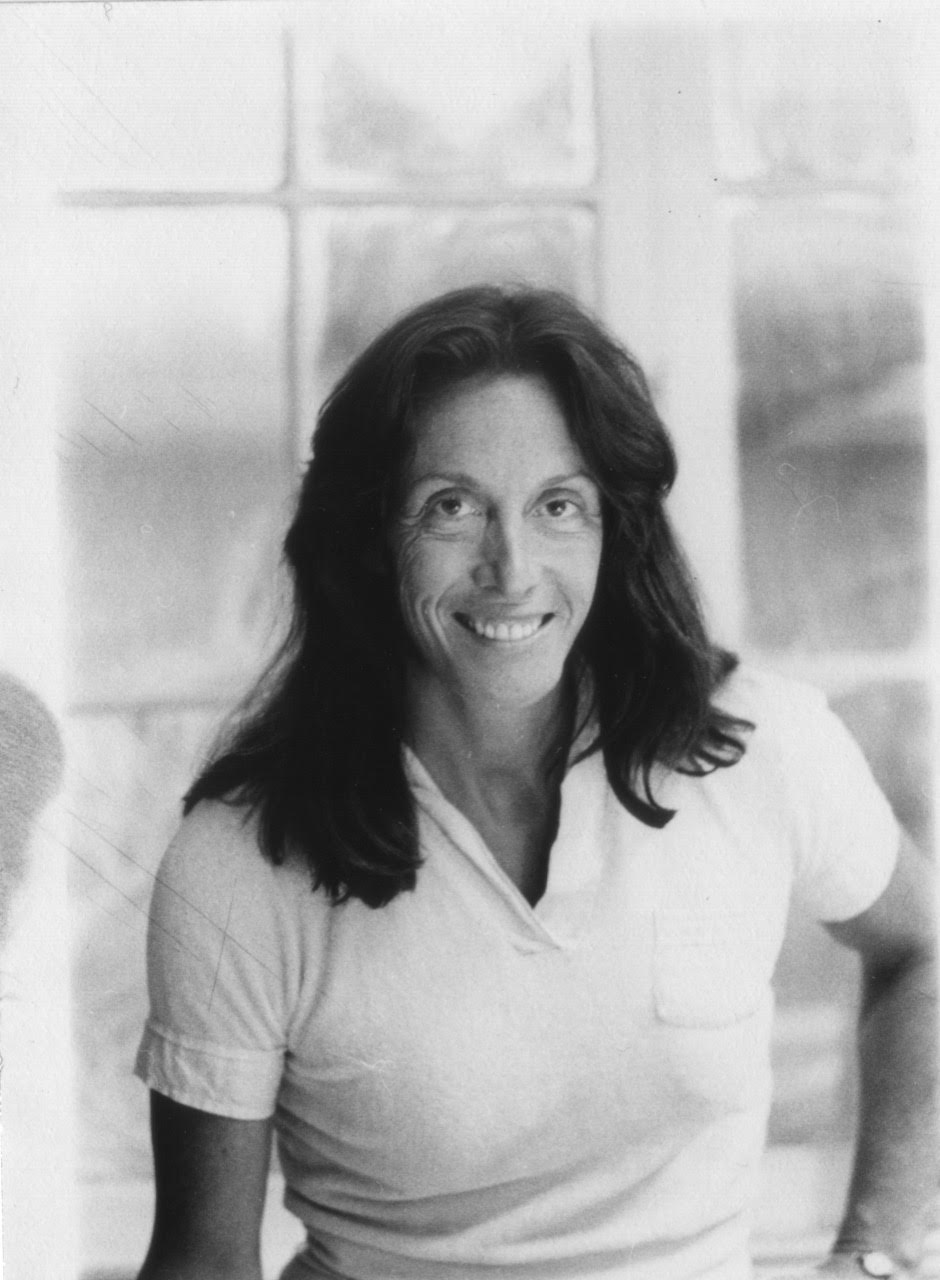
Margo St. James, Aufnahme des Filmemachers George Csicseri

Margaret Jean „Margo“ St. James (12. September 1937 in Bellingham, Washington – 11. Januar 2021 ebenda) war eine amerikanische Prostitutionsaktivistin.

## Leben
Margo St. James wurde am 12. September 1937 in Bellingham im Bundesstaat Washington geboren. Sie war das älteste von drei Kindern des Ehepaars George und Dorothy St. James, die eine Milchfarm betrieben. Sie hatte den Spitznamen „Peggy“ und besaß soviel Energie, dass sie nach Beendigung ihrer Hausarbeit noch ausgedehnte Waldspaziergänge machte. Auf der Bellingham High School begann sie mit realistischer Malerei. Eines ihrer Bilder wurde nach einem Wettbewerb in New York in der Carnegie Hall ausgestellt. Nach ihrer Schulzeit heiratete sie ihren ersten Mann, Don Sobjack, einen Fischer. Ihr Sohn Don Junior kam etwas später zur Welt.
Nach zwei Jahren verließ sie ihren Mann und ihr Kind, um in San Francisco ihre Künstlerlaufbahn weiterzuverfolgen. Sie mietete ein Zimmer in North Beach und suchte die Nähe von Beatniks. Sie arbeitete als Kellnerin, Gärtnerin, Schneiderin, Tanzlehrerin und gründete den Hausreinigungsservice Margo’s Miracle Maids. Weil in ihrer Wohnung viele junge Männer ein- und ausgingen, wurde sie 1962 unter dem Verdacht der Prostitution verhaftet. Sie stritt dies vor dem Richter mit den Worten ab: „Your Honor, I’ve never turned a trick in my life.“ (Euer Ehren, ich habe niemals etwas Verbotenes getan). Der Richter antwortete: „Anyone who knows the language is obviously a professional.“ (Wer den Jargon der Szene kennt, ist mit Sicherheit eine professionelle Prostituierte) und verurteilte sie. Mit einer Verurteilung wegen Prostitution (647 b. im kalifornischen Strafrecht) konnte sie viele Jobs nicht mehr ausüben. In der Folge begann sie, sich zu prostituieren, jedoch nur für sehr kurze Zeit. 1963 schrieb sie sich in der Lincoln University in San Francisco ein Jahr lang für ein Rechtsstudium ein. Es gelang ihr danach, ihre Verurteilung anzufechten. 1976 wurde sie als eine der ersten Privatdetektivinnen Kaliforniens zugelassen, nachdem sie die dafür erforderliche Zahl an Einsatzstunden bei einem früheren Beamten der Sittenpolizei, der eine private Detektei gegründet hatte, absolviert hatte.
Aufgrund ihrer Erfahrungen gründete sie 1973 den Verein COYOTE, um die Interessen von Prostituierten zu vertreten und die Öffentlichkeit auf deren Anliegen aufmerksam zu machen. Der Name ist ein Akronym für „Call Off Your Old Tired Ethics“ (Wirf deine verbrauchte alte Ethik ab) und soll auch darauf anspielen, dass der Kojote öfter vertrieben und verfolgt wird; hierin sah St. James eine Parallele zu den Prostituierten. Sie organisierte einmal im Jahr einen „Hurenball“ im Cow Palace. Ihre Arbeit brachte sie in einen Konflikt mit der Bürgermeisterin Dianne Feinstein, der als Vorlage für den Essay Waiting for Cordelia von Herbert Gold diente. An der Berkeley University traf sie 1982 die niederländische Wissenschaftlerin Gail Pheterson. Sie ging mit ihr 1985 nach Europa, zuerst in die Niederlande, dann nach Südfrankreich, wo sie zehn Jahre lang zusammenlebten. Sie organisierten dort gemeinsam das International Committee for Prostitutes’ Rights und veranstalteten zwei „Hurenweltkongresse“ in Amsterdam 1985 und Brüssel 1986.
1993 kehrte sie in die USA zurück und heiratete ihren Firmenpartner, den Privatdetektiv und Enthüllungsjournalisten Paul Avery, der mehrere Artikel über den Zodiac-Killer und ein Buch über die Entführung von Patricia Hearst geschrieben hatte. Er starb im Jahr 2000 an einem Emphysem. Sie wurde in die San Francisco Task Force on Prostitution berufen und kandidierte 1996 für die Position eines San Francisco Supervisor, scheiterte aber. 1999 gründete sie die St. James Infirmary, ein selbstverwaltetes Hospital mit Schwerpunkt auf die Behandlung von Sexarbeitern. Sie zog mit ihrem erkrankten Mann auf die Orca-Insel in Washington, wo ihre Familie eine kleine Hütte besaß, und blieb nach dessen Tod dort, bis sie 2019 auf das Festland zurückkehrte. Sie starb am 11. Januar 2021 in ihrem Geburtsort Bellingham.
Ihr Nachlass befindet sich in der Schlesinger Library am Radcliffe Institute for Advanced Study der Harvard University in Boston, Massachusetts.

## Filmografie
- 1972: Dreamwood
- 1975: Hookers
- 1978: Hard Work